# Jimmy Murrison
Jimmy Murrison (Aberdeen, 8 novembre 1964) è un chitarrista britannico, conosciuto per la sua lunga militanza nella band Nazareth.

## Biografia
Nato in Scozia, Murrison ha suonato con la band "Trouble in Doggieland" (insieme a Lee Agnew, anch'egli futuro Nazareth) prima di accettare un invito a unirsi alla band di Dunfemline nel 1990, in sostituzione di Billy Rankin, diventando così il chitarrista solista della band.
Gli album che Murrison ha pubblicato con Nazareth includono Boogaloo (1998), nonché raccolte e live quali The Very Best of Nazareth (2001),     Maximum XS: The Essential Nazareth (2004) e Nazareth Live in Brasil (2007).
Nel 2007, Murrison è diventato il membro più longevo dei Nazareth,  rendendolo il chitarrista più longevo del gruppo, il membro fondatore Manny Charlton (1968-1990) ha militato nella band per 22 anni. Dopo aver raggiunto una certa notorietà, Murrison pubblicò anche due album solisti.

## Discografia

### Solista
- 2001 - Maximum Heavy Metal
- 2003 - A Tribute to Frank Miller

### Con i Nazareth
Album in studio
- 1994 - Move Me
- 1998 - Boogaloo
- 2004 - Free Wheeler
- 2008 - The Newz
- 2011 - Big Dogz
- 2014 - Rock 'n' Roll Telephone
- 2018 - Tattoed on My Brain
- 2023 - Surviving the Law